# Mertesheim

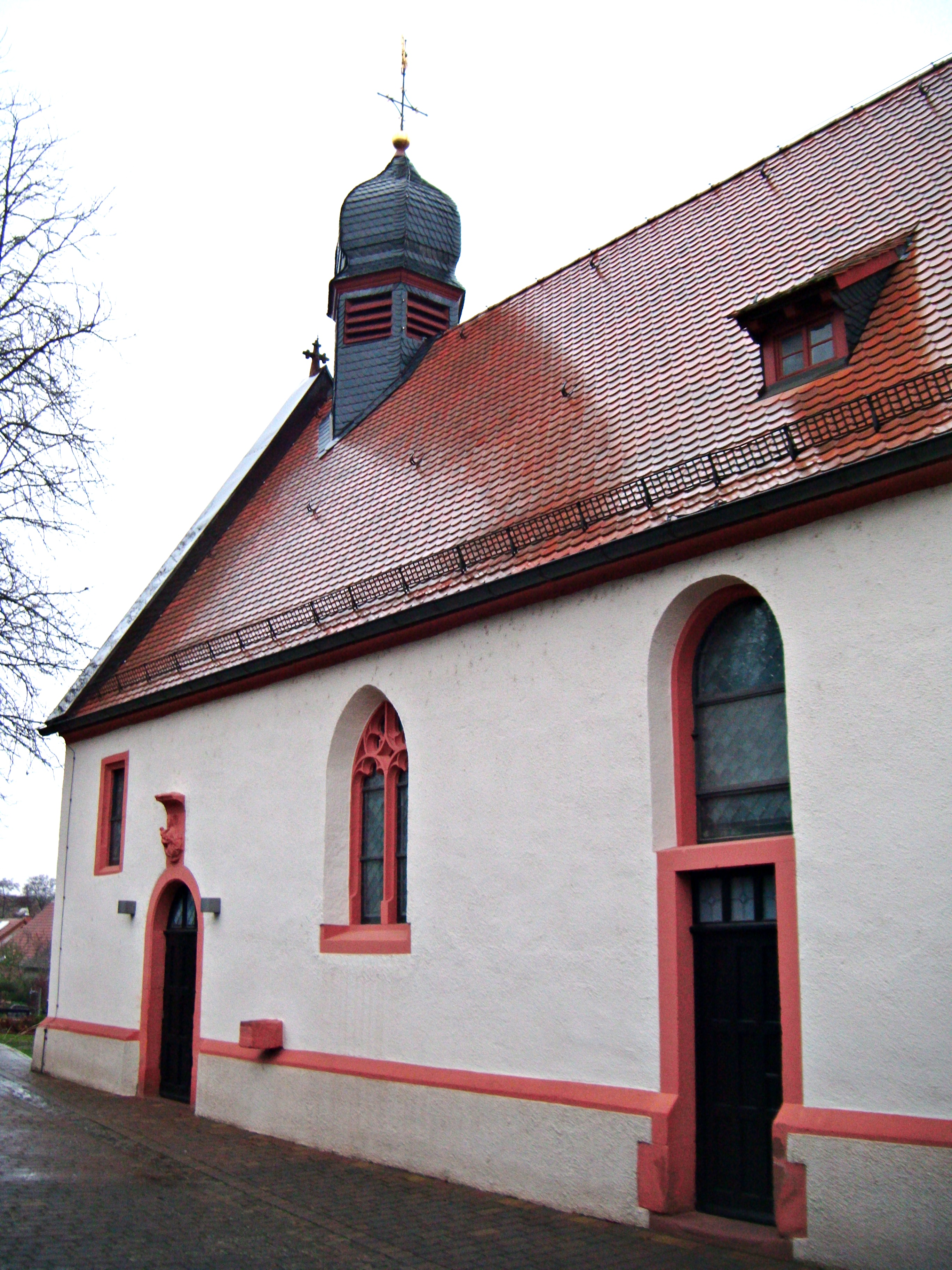
Kath. Kirche St. Valentin (früher St. Martin), erbaut um 1500

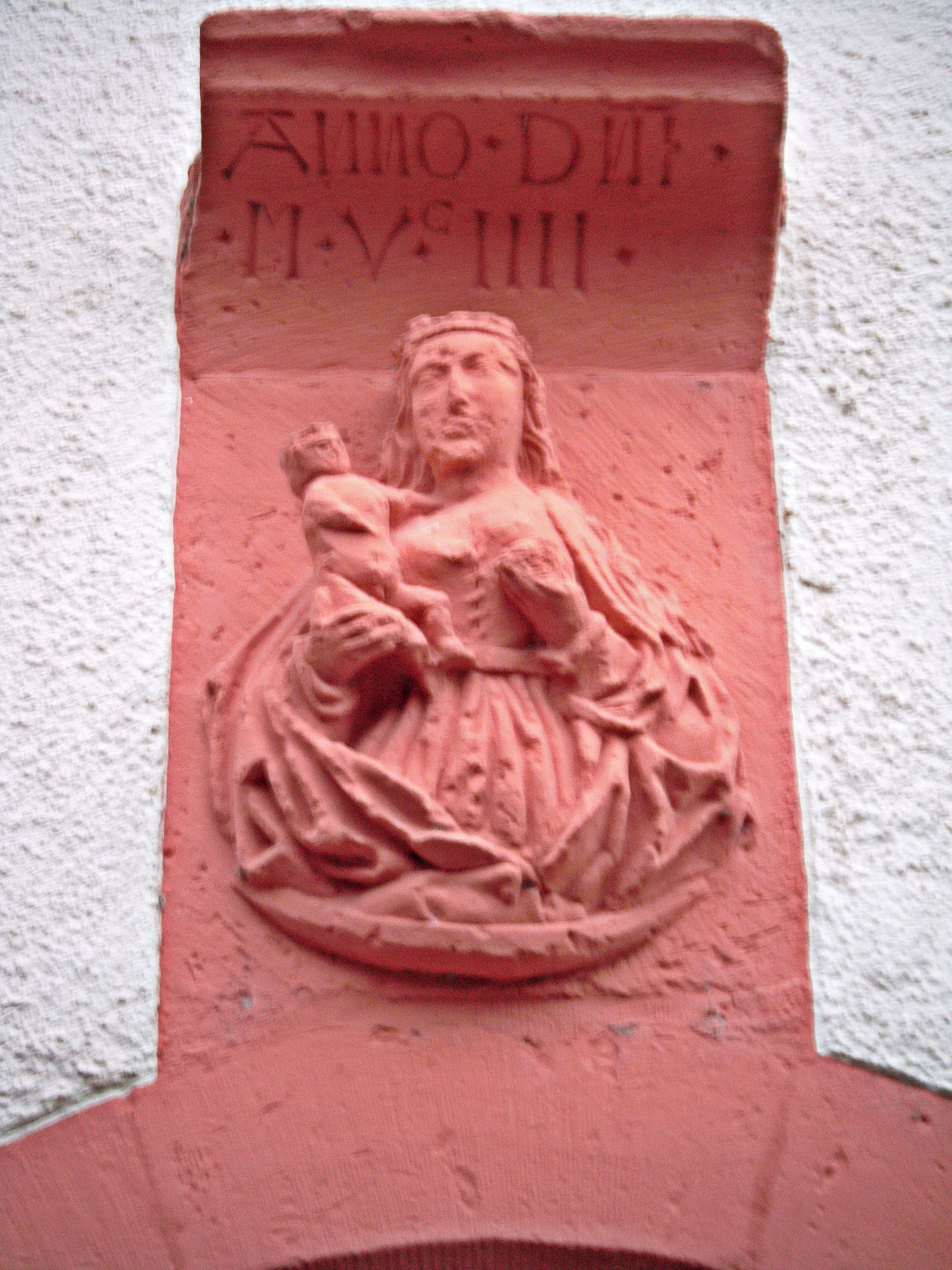
Gotische Madonna mit Bauinschrift (1504) über dem Hauptportal der Kirche

Mertesheim ist eine Ortsgemeinde im rheinland-pfälzischen Landkreis Bad Dürkheim. Sie liegt im Nordwesten der europäischen Metropolregion Rhein-Neckar und gehört der Verbandsgemeinde Leiningerland an.

## Geographie
Mertesheim liegt im Norden des Landkreises im historischen Leiningerland. Durch den Ort fließt von West nach Ost der Eisbach, ein linker Nebenfluss des Rheins. Etwa 2 km östlich öffnet sich das Eistal am Ostrand des Pfälzerwalds zum Hügelland an der Deutschen Weinstraße und zur Rheinebene.
Nachbarorte sind im Uhrzeigersinn von Norden Quirnheim, Grünstadt, Neuleiningen und Ebertsheim.

## Geschichte
Im Jahre 771 wurde Meldrisheim erstmals urkundlich erwähnt. Schon früh übte die in Grünstadt und Battenberg begüterte, lothringische Abtei Glandern das Patronatsrecht über die noch erhaltene Kirche aus (früher St. Martin, jetzt St. Valentin). Die öfter genannte Jahreszahl 836 beruht auf einer gefälschten Urkunde. 1212 bestätigte Bischof Luitpold von Worms urkundlich, dass der Abt von St. Martin zu Glandern die Gefälle der Kirchen in Grünstadt und Mertesheim zum Nutzen seines Klosters verwenden dürfe.
Bei Mertesheim gibt es Sandsteinvorkommen mit hellerer und dunklerer brauner Farbe, den man deshalb früher als „Kapuzinerstein“ bezeichnete und zu Nutzzwecken abbaute. Braune Sandsteine aus Mertesheim wurden u. a. am Wormser Dom und an der benachbarten Johanneskirche verbaut.
Der Ort gehörte zum Landkreis Frankenthal (Pfalz), bis dieser 1969 aufgelöst und der Westteil, in dem Mertesheim lag, dem neuen Kreis Bad Dürkheim zugeordnet wurde.

## Konfessionsstatistik
Im Jahr 2007 waren 43,5 % der Einwohner katholisch und 35,3 % evangelisch. Die übrigen gehörten einer anderen Glaubensgemeinschaft an oder waren konfessionslos. Der Anteil der Protestanten und Katholiken an der Gesamtbevölkerung ist seitdem gesunken. Ende Januar 2025 waren von den Einwohnern 26,7 % katholisch, 25,7 % evangelisch und 47,6 % waren konfessionslos oder gehörten einer anderen Glaubensgemeinschaft an.

## Politik

### Gemeinderat
Der Gemeinderat in Mertesheim besteht aus acht Ratsmitgliedern, die bei der Kommunalwahl am 9. Juni 2024 in einer Mehrheitswahl gewählt wurden, und dem ehrenamtlichen Ortsbürgermeister als Vorsitzendem.

### Bürgermeister
Ortsbürgermeister ist Kurt Waßner (parteilos). Bei einer Stichwahl am 16. Juni 2019 setzte er sich mit einem Stimmenanteil von 67,43 % gegen die bisherige Amtsinhaberin Doris Nietzsche (FWG) durch. Diese Wahl war notwendig geworden, weil bei der Direktwahl am 26. Mai 2019 keiner der ursprünglich drei Bewerber die notwendige Mehrheit erreicht hatte. Bei der Direktwahl am 9. Juni 2024 wurde Kurt Waßner als einziger Bewerber mit 88,0 % für weitere fünf Jahre in seinem Amt bestätigt.
Waßners Vorgängerin Doris Nietzsche (FWG) hatte im Jahr 2014 Tony Schuck als Ortsbürgermeister abgelöst, der dieses Amt seit 2007 innehatte.

### Wappen
Die Beschreibung des Wappens lautet: „In Rot auf grünem Dreiberg ein schreitender widersehender silberner Hirsch mit einem goldenen Wiederkreuz statt des Geweihs“.
Es wurde 1926 vom Bayerischen Staatsministerium des Innern genehmigt und geht zurück auf ein Siegel aus dem 16. Jahrhundert.

## Wirtschaft und Infrastruktur

### Verkehr
Mertesheim ist über die Landesstraße 395, die hier Eistalstraße heißt, mit Grünstadt im Osten und Ramsen im Westen verbunden. Es liegt zugleich an der Eistalbahn (Grünstadt–Ramsen). Der Haltepunkt Mertesheim wird im Taktverkehr durch Regionalbahnen bedient. Der öffentliche Nahverkehr ist in den Verkehrsverbund Rhein-Neckar integriert; es gelten dessen Gemeinschaftstarife.

### Industrie
Mertesheim ist heute eine reine Wohngemeinde. Nördlich der Wohnbebauung stehen einige Stützen einer einstigen Industrieseilbahn, mit der früher Kalksteine transportiert wurden.

### Landwirtschaft
Im Ort wird Weinbau betrieben. Hier befindet sich die Einzellage St. Martins-Kreuz (7,8 ha) als Teil der Großlage Höllenpfad im Weinanbaugebiet Pfalz.

### Sendeanlage
Auf einer Anhöhe südlich der Ortsgemeinde steht der Sender Mertesheim, eine Sendeanlage, die den Ort mit Hörfunk versorgt.

## Söhne und Töchter
- Ludwig Mann (* 1952), Architekt, ehemaliger Vorsitzender des BDA, Landesverband Rheinland-Pfalz